# Skultuna landsfiskalsdistrikt
Skultuna landsfiskalsdistrikt var 1918–1941 ett landsfiskalsdistrikt i Västmanlands län, bildat när Sveriges indelning i landsfiskalsdistrikt trädde i kraft den 1 januari 1918, enligt beslut den 7 september 1917. Landsfiskalsdistriktet avskaffades den 1 oktober 1941 (genom kungörelsen 28 juni 1941) när Sverige fick en ny indelning av landsfiskalsdistrikt. Av dess ingående områden överfördes då kommunerna Fläckebo, Haraker och Skultuna till Ramnäs landsfiskalsdistrikt och kommunerna Romfartuna och Skerike överfördes till Västerås landsfiskalsdistrikt.
Landsfiskalsdistriktet låg under länsstyrelsen i Västmanlands län.

## Ingående områden

### Från 1918
Norrbo härad:
- Fläckebo landskommun
- Harakers landskommun
- Romfartuna landskommun
- Skerike landskommun
- Skultuna landskommun